# Santa Teresa (Santa Fe)
Santa Teresa es una localidad del Departamento Constitución, provincia de Santa Fe, República Argentina. Se ubica a 2 km del cruce de las rutas provinciales: 90 y 18 (denominado: Cruce de Santa Teresa). Dista 55 km de Rosario, principal área metropólitana de la provincia y 225 km de la sede de gobierno provincial (la ciudad de Santa Fe).

## Historia
Santa Teresa tuvo su origen en el ferrocarril, en esos rieles, que a fin de siglo pasado, se constituían en una de las obras que permitían pensar en el progreso de la civilización. En 1888 comienza, desde el mismo puerto de Villa Constitución, la construcción de las vías que finalmente llegarían como estaba previsto a Venado Tuerto y a La Carlota. La empresa encargada de la construcción logra comprar, a través de la subsidiaria Compañía de Tierras del Sud de Santa Fe y Córdoba, los terrenos necesario al estanciero José Carreras. Allí, Santa Teresa comienza a nacer de la mano de estos colonizadores ingleses.
Sin perder tiempo la Compañía de Tierras del Sud de Santa Fe y Córdoba inicia los trámites necesarios ante el Gobierno provincial para gestionar la aprobación de la traza del pueblo. El Gobierno de la provincia de Santa Fe, con fecha 19 de marzo de 1889, decreta la aprobación de la traza del pueblo de Santa Teresa. La Comuna se crea el 22 de febrero de 1895.
El nombre del pueblo surge de una condición que estableció José Carreras a la hora de desprenderse de sus tierras: que el pueblo que surgiría llevase el nombre de Santa Teresa en homenaje a su esposa Teresa Luján.

## Santa Patrona
- Santa Teresa de Jesús

## Festividades
- 19 de marzo - Aniversario de la Fundación

- 15 de octubre - Fiesta del Santo Patrono Santa Teresa de Jesús

## Creación de la Comuna
- 22 de febrero de 1895

## Ferrocarril
- Estación Santa Teresa

## Clubes
- Club Social Deportivo y Mutual Olimpia
- Club Independiente y Tiro Federal
- Bochin Club, Santa Teresa

## Población
Cuenta con 3243 habitantes (Indec, 2022), lo que representa un aumento del 3% frente a los 3149 habitantes (Indec, 2010) del censo anterior.
| Gráfica de evolución demográfica de Santa Teresa entre 1991 y 2022 |
|                                                                    |
| Fuente: Censos nacionales del INDEC                                |

## Parajes
- Campo Montes
- Francisco Paz